# Association française du multimédia mobile
 (mai 2018).
Si vous disposez d'ouvrages ou d'articles de référence ou si vous connaissez des sites web de qualité traitant du thème abordé ici, merci de compléter l'article en donnant les références utiles à sa vérifiabilité et en les liant à la section « Notes et références ».
L'Association française pour le développement des services et usages multimédias multi-opérateurs (af2m) est un regroupement créé en 2005 par des opérateurs de téléphonie mobile en France, dont l'objectif est de promouvoir la monétisation de services de téléphonie tels que les numéros surtaxés, les SMS+ ou Internet+.

## Membres
Ses membres fondateurs sont les trois opérateurs historiques (Bouygues Telecom, Orange, SFR) ainsi que le GESTE, et l'ACSEL.

### Associations
- Association de l'économie numérique (ACSEL)[1]
- Association des renseignements pour tous (ADRT)
- Association française de la relation client (AFRC)
- Association du Paiement
- Association des plateformes de normalisation des flux inter-opérateurs (APNF)
- Groupement des éditeurs de services en ligne (GESTE)
- Groupement professionnel des métiers de la sécurité électronique (GPMSE)
- Mobile Marketing Association

### Opérateurs téléphoniques
- A6 Telecom
- Bouygues Telecom
- Colt
- Digital Virgo
- Iliad (Free)
- Mobiyo
- Odigo
- Orange France
- Remmedia
- SFR
- Worldline

## Objectifs
L'association fait la promotion de la monétisation des services de téléphonie notamment par les SVA (Services à Valeur Ajoutée) qui correspondent aux numéros surtaxés et aux SMS+, mais aussi par les services de type Internet+ .

### SVA: protection des consommateurs
Ces numéros faisant l'objet fréquent de démarches abusives visant à faire rappeler de façon trompeuse des numéros surtaxés (spam vocal ou ping call), l'association a mis en place plusieurs outils destinés à la protection des consommateurs.
Il s'agit d'une part du numéro 33700 (accessible par téléphone et SMS) et du site Internet https://www.33700.fr qui permettent de signaler les spam vocaux. Ce site fournit aussi de nombreuses informations expliquant les formes d'arnaques téléphoniques liées aux SVA. D'autre part, l'association est aussi éditrice du site Internet https://www.infosva.org/ qui sert d'annuaire inversé « pour retrouver à qui appartient un numéro, connaître son tarif et obtenir des informations liées au service » et qui permet d'effectuer un signalement en ligne.
L'association ne fait pas état de ces outils et n'en dresse aucun bilan sur son site Internet.

## Activité de lobbying en France
L'af2m déclare à la Haute Autorité pour la transparence de la vie publique exercer des activités de lobbying en France :
- pour l'année 2017, pour un montant compris entre 10 000 et 25 000 € ;
- pour les années 2018 à 2020, pour un montant inférieur à 10 000 € par an ;
- pour l'année 2021, l'association n'a pas fait de déclaration.